# Resolução 150 do Conselho de Segurança das Nações Unidas
Resolução 150 do Conselho de Segurança das Nações Unidas, foi aprovada em 23 de agosto de 1960, após análise do pedido da Costa do Marfim para ser membro da Organização das Nações Unidas, o Conselho recomendou à Assembleia Geral que a Costa do Marfim deve ser admitido.
Foi aprovada por unanimidade.